# Centre d'études des sciences et techniques de l'information
Pour les articles homonymes, voir CESTI.
Le Centre d'études des sciences et techniques de l'information (CESTI) est une école de journalisme sénégalaise, créée en 1965 avec l'aide de l'UNESCO et rattachée à l'Université Cheikh Anta Diop de Dakar.

## Histoire
Le CESTI fait partie des meilleures écoles de journalisme en Afrique.
Plusieurs personnalités politiques sont issues du CESTI, tels le Malien Soumeylou Boubèye Maïga ou le Sénégalais Aliou Sow. Les journalistes Mademba Ndiaye, Oumy Ndour, Sy Koumbo Singa Gali et Serigne Diagne y ont également été formés. il y a aussi Mahamoudou Ouédraogo, ancien ministre de la communication et de la Culture du Burkina Faso.
L'ancien ministre Diégane Sène fait partie du corps enseignant permanent de l'école. L'école a été dirigée de 2005 à 2011 par Eugénie Rokhaya Aw N’diaye,.

## Enseignement
Chaque année, une vingtaine d'étudiants du Sénégal ou d'autres pays de l'Afrique francophone, sont admis sur concours d'entrée (oral et écrit).
Pendant les deux premières années, ils reçoivent une formation généraliste sur le journalisme écrit, de télévision, de radio, d'agence et Web). En fin de deuxième année, une session intensive permet à chaque étudiant d'opter pour une spécialisation.
En troisième année, les étudiants se spécialisent dans l'un des médias suivants : presse écrite, télévision, radio. Pendant cette même année, les étudiants en presse écrite réalisent Les cahiers de l'alternance. Il s'agit d'un ouvrage complet et bien documenté sur un sujet d'actualité, en collaboration avec la Fondation Konrad-Adenauer du Sénégal.
Comme mémoire de fin de cycle, chaque étudiant réalise une grande enquête sur le sujet de son choix. Cette grande enquête compte pour beaucoup dans la moyenne finale de l'étudiant. Au bout des trois ans d'études, un diplôme de journalisme et de communication, équivalent à la licence et signé par le recteur de l'Université Cheikh-Anta-Diop, est délivré aux étudiants.